# Paweł Słowiok
Paweł Słowiok (31 marzo 1992) è un combinatista nordico polacco.

## Biografia
Attivo in gare FIS dal dicembre del 2007, Słowiok ha esordito in Coppa del Mondo il 15 marzo 2009 a Vikersund (56º), ai Campionati mondiali a Oslo 2011, dove si è classificato 48º nel trampolino normale e 42º nel trampolino lungo, e ai Giochi olimpici invernali a Pyeongchang 2018, piazzandosi 22º nel trampolino normale, 29º nel trampolino lungo e 9º nella gara a squadre.
Ai Mondiali di Lahti 2017 è stato 37º nel trampolino normale, 33º nel trampolino lungo e 10º nella sprint a squadre dal trampolino lungo e a quelli di Seefeld in Tirol 2019 si è classificato 29º nel trampolino normale, 30º nel trampolino lungo, 8º nella gara a squadre dal trampolino normale e 8º nella sprint a squadre dal trampolino lungo.

## Palmarès

### Coppa del Mondo
- Miglior piazzamento in classifica generale: 50º nel 2017 e nel 2018